# Ralph Gelbert
Ralph Gelbert (* 1969 in Landau in der Pfalz) ist ein deutscher Maler. Er lebt in Königsbach bei Neustadt an der Weinstraße / Pfalz.

## Leben
Ralph Gelbert studierte zunächst an der „Accademia Belle Arti“ in Florenz, für die er 1993 ein Stipendium erhielt. Anschließend belegte er dort den Studiengang Kunst und Design, den er 1996 mit Diplom abschloss. Gelbert lebt und arbeitet als freier Künstler in Neustadt/Königsbach an der Weinstraße und Westport (Irland).
Nach zahlreichen Studienaufenthalten, in Europa (Italien, Irland, England, Bosnien-Herzegowina), in Südamerika und Afrika war Gelbert seit 2007 bis 2020 auch Lehrbeauftragter an der Kunstakademie in Bad Reichenhall und der Kunstfabrik in Wien. Im Juli 2008 organisierte und leitete Gelbert das erste „Internationale Künstler-Symposium in Neustadt an der Weinstraße“, zu dem Künstler aus Deutschland, Frankreich, Irland, Italien und Bosnien-Herzegowina zusammenkamen. Als Dozent lehrte Gelbert von 2008 bis 2020 im Fachbereich Virtual Design und Innenarchitektur an der Fachhochschule in Kaiserslautern. Ralph Gelbert bildete von 2015 bis 2018 gemeinsam mit Stefan Engel und Klaus Hartmann den Vorstand der Arbeitsgemeinschaft Pfälzer Künstler (apk). Die traditionsreichste Künstlervereinigung in Rheinland-Pfalz besteht seit 1922 und konnte prominente Persönlichkeiten wie Max Slevogt, Hans Purrmann, Hermann Croissant und Otto Dill zu ihren Mitgliedern zählen. Derzeit umfasst die apk mehr als 140 ausgewählte Künstler, die sich der Etablierung und Pflege der Pfälzer Kunst im öffentlichen Diskurs widmen.

## Werk
Gelberts Werk wird dominiert von großformatigen Ölgemälden, die in der Tradition des Informel stehen, gleichzeitig aber auch völlig neue künstlerische Ausdrucksweisen und Techniken aufweisen. Jene in den 1950er Jahren dominierende Kunstrichtung des Informel verabschiedete nicht nur einen konventionellen, an Gegenständen und deren Wiedererkennbarkeit orientierten Bildbegriff, sondern ihre prägenden Künstler wie Ernst Wilhelm Nay, Willi Baumeister und Jackson Pollock erhoben gleichzeitig auch die Farbe vom Ausdrucks- und Gestaltungsmittel zur absoluten und autonomen Bildgestalt.  Hinter auf den ersten Blick ungeordneten und wie zufällig erscheinenden Farbkompositionen steht eine künstlerische Haltung, die vor allem die Bedeutung des Gestaltungsaktes als Prozess von Agieren und Reagieren und die prozessuale Form des künstlerischen Aktes hervorheben wollte und daher auf ein fertiges Konzept verzichtete.
An diese Errungenschaften knüpft auch Gelbert an und entwirft in seinen Gemälden aber auch kleineren Papierarbeiten Farbwelten, die nicht als abstrakte Malerei zu deuten sind, sondern völlig ungegenständlich, nicht-abbildhaft sind und damit ihren eigenen künstlerischen Gesetzen gehorchen. Lassen sich in den frühen Arbeiten Gelberts noch häufig den Bildraum strukturierende linear-geometrische Strukturen erkennen, so verzichten die jüngeren Werke weitgehend darauf. Im Mittelpunkt steht der künstlerische Eigenwert und das Assoziationspotential der Farbe und die oftmals überraschende Verbindung verschiedener Techniken und Materialien auf der Leinwand.
Trotz verschiedenster kunsthistorischer Einflüsse, die sich in Gelberts Werk bemerkbar machen, handelt es sich immer um genuine Neuschöpfungen, indem Gelbert etwa die koloristische Tradition mit gestischen Strukturen verbindet. Gelbert ist von den großen Meistern der Farbe wie Tizian oder den Vertretern einer symbolträchtigen Landschaftsmalerei wie Caspar David Friedrich ebenso inspiriert wie eben auch von der ungegenständlichen Kunst des Informel der 1950er Jahre.
Durch die Werktitel der Gemälde wie "Hidden Ireland", "Hamptons", "Clew Bay" oder "Stromboli" wird indessen aber auch ein auf die Reiseerfahrungen und -eindrücke des Künstlers verwiesen, und  gleichzeitig für die Imagination des Betrachters und die Interpretation des Gemäldes angeregt. Gelberts Werke verarbeiten insofern reale Farb- und Landschaftseindrücke, deren Charakteristika und wesentlichen Elemente der Künstler auf seinen Reisen meist schon vor Ort als Skizzen – oder auch schon in endgültigen Fassungen – festhält.

## Sonstiges
Ralph Gelbert war Gegenstand der Berichterstattung in folgenden TV-Formaten:
- Landesschau Aktuell Rheinland-Pfalz, „Was ist Kunst eigentlich wert?“, 27. März 2015
- ARD-Mittagsmagazin, „Wie entsteht der Wert von Kunst?“, 19. Mai 2015

## Ausstellungen (Auswahl)
2024

- Call me Gelbert, Kunsthalle im Kulturzentrum Herrenhof, Neustadt an der Weinstrasse

2023

- Rot sehen, Galerie Netuschil, Darmstadt

2022

- 100 Jahre APK, Museum Pfalzgalerie, Kaiserslautern
- Zeitgeist, Monica Graham Fine Art, Carmel by the Sea, CA, USA

2021

- Weißes Gold, Staatliche Majolika Manufaktur, Karlsruhe
- Gallery Weekend, Berlin

2020

- Terrence Higgins Trust Auction, Christie’s, London

2019

- Visible Reminders of Invisible Light, The Hunt Museum, Limerick Irland | Ireland
- The Return of the Palatine, Limerick Museum, Irland | Ireland

2018

- Beyond the Visible, Custom House Studios & Gallery, Westport, Irland | Ireland
- Art in the Yard Gallery, Franschhoek, Südafrika | South Africa
- Beyond the Visible, Kunstverein Schwetzingen, Orangerie Schloss Schwetzingen

2017

- Himmelwärts, Galerie Neuheisel, Saarbrücken
- Les paradis artificiels, Museum Pachen, Rockenhausen
- Farbe bekennen, Galerie Netuschil, Darmstadt

2016

- One Artist Show, Art Karlsruhe (mit | with Galerie Angelo Falzone, Mannheim)
- Landschaftsraum und Weltgestaltung, Galerie Netuschil, Darmstadt
- Expressive Abstraktion, Galerie The Art Scouts, Berlin
- Himmelwärts, Galerie Neuheisel, Saarbrücken

2015

- Art Karlsruhe – Galerie Angelo Falzone, Mannheim, Deutschland
- Hemelwaarts–Skywards, Jan Royce Gallery, Kapstadt, Südafrika
- Galerie Z im Frank-Loebsches-Haus, Landau in der Pfalz, Deutschland
- The Art Scouts Gallery, Berlin, Deutschland
- Galerie Neuheisel, Saarbrücken, Deutschland

2015

- Art Karlsruhe – Galerie Angelo Falzone, Mannheim, Deutschland
- Hemelwaarts–Skywards, Jan Royce Gallery, Kapstadt, Südafrika
- Galerie Z im Frank-Loebsches-Haus, Landau in der Pfalz, Deutschland
- The Art Scouts Gallery, Berlin, Deutschland
- Galerie Neuheisel, Saarbrücken, Deutschland

2014

- Art Karlsruhe, One Artist Show, Deutschland
- The Art Scouts Gallery, Berlin, Deutschland
- Art Gallery Wiesbaden, Deutschland
- Custom House Gallery, The world from above, Westport, Irland

2013

- Art Karlsruhe, One Artist Show, Deutschland
- Galerie Indra, Passau, Deutschland
- Museum Kahnweiler, Rockenhausen, Deutschland

2012

- Galerie Neuheisel, Saarbrücken, Deutschland
- Solomon Fine Art Gallery, Dublin, Irland
- Art Fair, Battersea Park, London, England
- Hicks Gallery, London, England

2011

- Art Karlsruhe, One Artist Show, Deutschland
- Kunstverein Pirmasens, Kunst im Kubus, Deutschland
- Art Gallery Wiesbaden, Malerei und Zeichnung, Deutschland
- Custom House Studios & Gallery, Westport, Irland

2010

- Hicks Gallery, A Solo Show, London, England
- Art Karlsruhe, One Artist Show, Deutschland
- Berliner Liste – Fair for Contemporary Art, Berlin, Deutschland
- Galerie Angelo Falzone, Mannheim, Deutschland

- 2009:    Galerie Angelo Falzone, Mannheim, Deutschland
- 2009:    Stadtmuseum Zweibrücken (Ausstellung „Royal Water“), Deutschland
- 2009:    Amateras Annual Paper Exhibition, Sofia, Bulgarien
- 2008:    Bourn Vincent Gallery, Irland
- 2008:	   Art Gallery, Wiesbaden, Deutschland
- 2008:    Städtische Galerie Speyer (Ausstellung „Paysage d’abstrait“), Deutschland
- 2007:    If Art Gallery, South Carolina, USA
- 2006:    “Summer Exhibition”, Jorgensen Fine Art Gallery, Dublin, Irland
- 2005:     Art Karlsruhe, One Man Show, Deutschland
- 2005:     Art Fair, Köln, Deutschland
- 2004:     Laboratorio delle Arti, Piacenza, Italien
- 2003:     Museo Palazzo Farnese, Piacenza, Italien
- 2002:     Künstlerhaus Graz, Österreich
- 2001:    „Zeitspur“ – 25 Jahre Galerie Netuschil, Darmstadt, Deutschland
- 2000:	    Art Forum, Berlin, Deutschland
- 1999:     Große Kunstausstellung im Haus der Kunst, München, Deutschland

### Ausstellungskataloge
- 1997 – Katalog – Ralph Gelbert – vom Wesen der Bewegung
- 1999 – Katalog – Ralph Gelbert – Kennst Du das Land
- 2003 – Katalog zur Ausstellung Dr. Ulrike Rathert in Minden, Ralph Gelbert – Meeting Grounds
- 2005 – Katalog – Ralph Gelbert – 27 Tage auf Stromboli
- 2007 – Katalog – Ralph Gelbert – Die Entdeckung der Landschaft
- 2008 – Katalog – Ralph Gelbert – Schöpfungsakte im Spannungsfeld von Chaos und Kosmos

| Personendaten    | Personendaten       |
| ---------------- | ------------------- |
| NAME             | Gelbert, Ralph      |
| KURZBESCHREIBUNG | deutscher Maler     |
| GEBURTSDATUM     | 1969                |
| GEBURTSORT       | Landau in der Pfalz |